# 飽和潜水

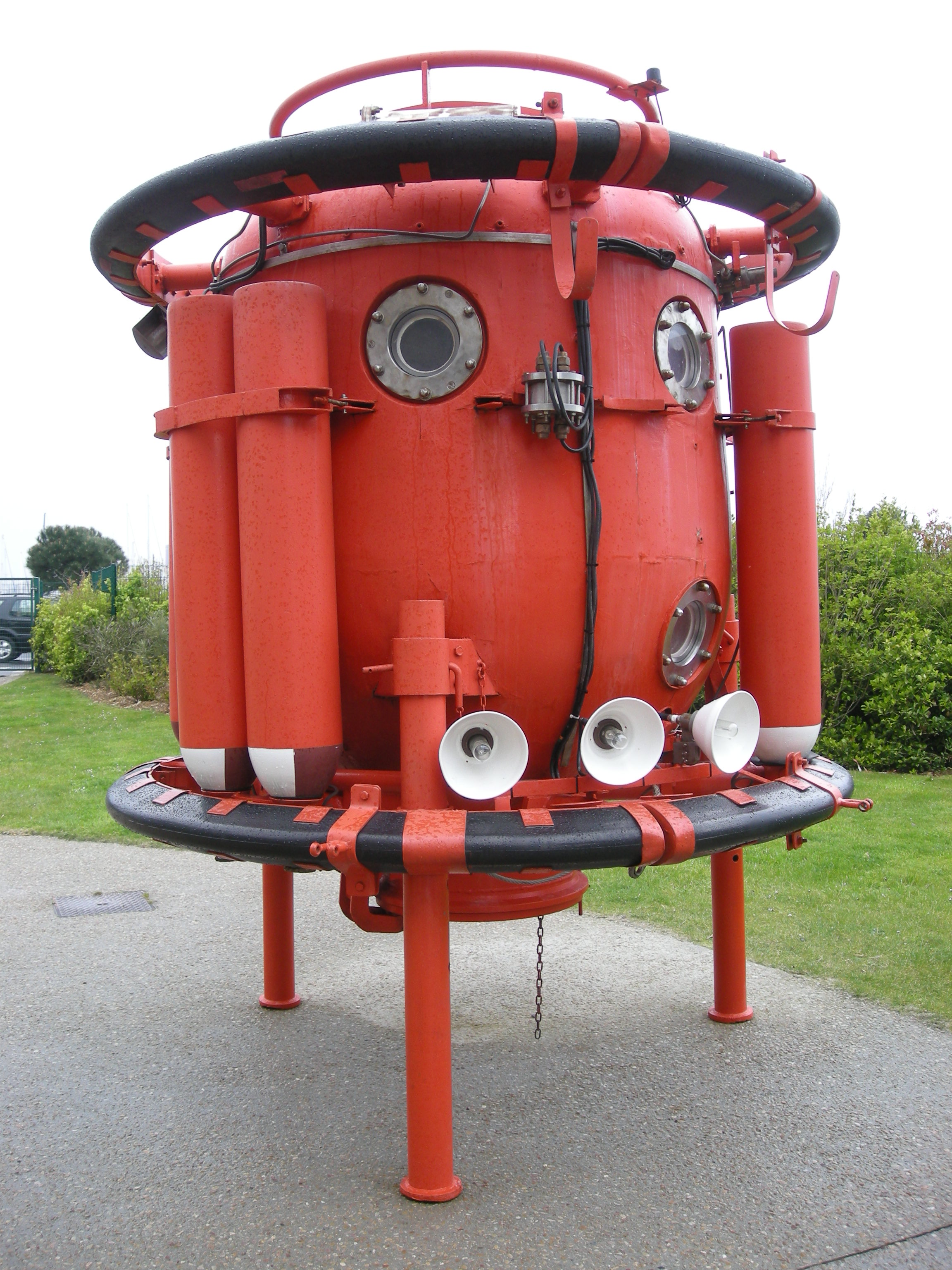
COMEX社（フランス）が商用飽和潜水で使用するベル（PTC：Personnel Transfer Capsule）。

飽和潜水（ほうわせんすい、Saturation diving）とは、深海の水圧に体をさらしつつ、超大深度への潜水を実現するための技術。これによって、100メートル以上の深度でも安全に長時間の活動ができるようになり、潜水病の危険も減った。最大で700メートル以上を潜ることも可能とされている。

## 原理と手法

### 基本原理

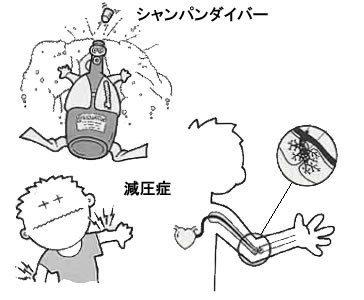
減圧症の発症原理のシェーマ。

大深度に潜るとき、最大の脅威となるのが減圧症である。人体が深海の水圧にさらされると、その圧力によって、呼吸するガスの中に含まれる窒素などが、生体の組織内に溶け込んでいく。これとは反対に、浮上する際には、周囲の圧力が低下するにつれて、生体組織に溶けきれるガスの量は減少してゆく。これによって、生体に溶け込んだガスは過飽和状態となる。健康な人の場合なら、ある程度のガスは自然に排出されるので、安全のための基準を満たして浮上すれば、めったに危ないことにはならない。しかし、浮上速度があまりに速かった場合や、体調に不備があったときには、余分のガスが気泡として体の中にあらわれることになり、塞栓など、一般に減圧症として知られる症状を呈することになる。
ここで、生体組織に溶けきれるガスの量は一定であることが重要である。つまり、ある深度に一定以上の時間滞在した場合、ガスは、もうそれ以上人体には溶け込めなくなる（飽和状態）。とすると、ある深度で安全に浮上するために必要な時間は一定であるから、同一の深度にいる場合には、その深度に長くいればいるほど潜水効率は向上する。これが飽和潜水の基本的な原理である。例えば、水深90メートルから安全に浮上するには、約6時間半もの時間をかける必要がある。つまり水深90メートルで作業する場合には、40分だけ作業するよりも、2時間作業するほうが潜水効率が高くなるということである。
ただし、基本原理は上記のとおりではあるが、飽和状態になるまで潜った場合、安全に浮上するのにかかる時間は非常に長くなる。海中に身一つで、この長い浮上時間を過ごすことは、極めて単調かつ過酷であり、危険を伴う。浮上時間は、呼吸ガスの濃度を適切に管理することによって短縮できるが、このような状態で、ガス濃度を迅速・正確に把握することは決して容易ではない。
このことから、実際に飽和潜水を行う際には、地上・船上で高圧環境を実現するための再圧タンク（DDC：Deck Decompression Chamber） 、および、高圧環境を維持したままで再圧タンクから海底までを往復するためのベル（PTC：Personnel Transfer Capsule）が使用されることが多い。この場合、潜行と浮上に相当する部分については、地上・船上の再圧タンク内で圧力を増やしたり減らしたりすることで代用でき、海中では実際の作業潜水（エクスカーション）の間だけ過ごせばよくなったので、はるかに快適に潜水を実施できるようになっている。

### 3つの課題
飽和潜水の概念そのものは上記のとおりであるが、実際に潜水を行うにあたっては、解決しなければならない課題が3つあり、以下のような対策が取られている。
圧力
現在主流となっている再圧タンクを使用した飽和潜水においては、減圧は船上の十分に管理された再圧タンクの中で行えるので、リスクは最小限に留められている。ただし、現用の減圧表はおおむね経験論に基づいて作成されており、さらに設備トラブルのおそれも含め、安全が保証されているわけではない。
一方、加圧段階で発症する高圧神経症候群（HPNS）のリスクがある。これは、深度200メートル前後より出現し、めまいや吐気、重症化すると痙攣発作を呈するもので、脳波は徐波化してシータ波が出現する。重大な後遺症は知られていないが、発症機序が未詳であることから警戒されている。
呼吸
通常用いられる送気式潜水では、高圧下で空気の密度が増すため、呼吸抵抗が増大する。したがって、地上と比べて呼吸に体力を必要とする。
対策として、窒素中毒対策を兼ねた低密度のヘリウム混合ガス（Heliox）や更に水素を加えた「3種混合ガス」（Hydrox）を用い、ガスの密度を下げる方法がある。
温度
上記のヘリウム混合ガスや3種混合ガスは、熱伝導率が空気より高くなる。そのため、低温の深海ではダイバーの体温保持が課題となる。対策として、母船から呼吸ガスに並行して温水を送り、これで呼吸ガスとダイバーが着用した温水服を温めることで、ダイバーの体温低下を抑制する。

### 具体的な手法

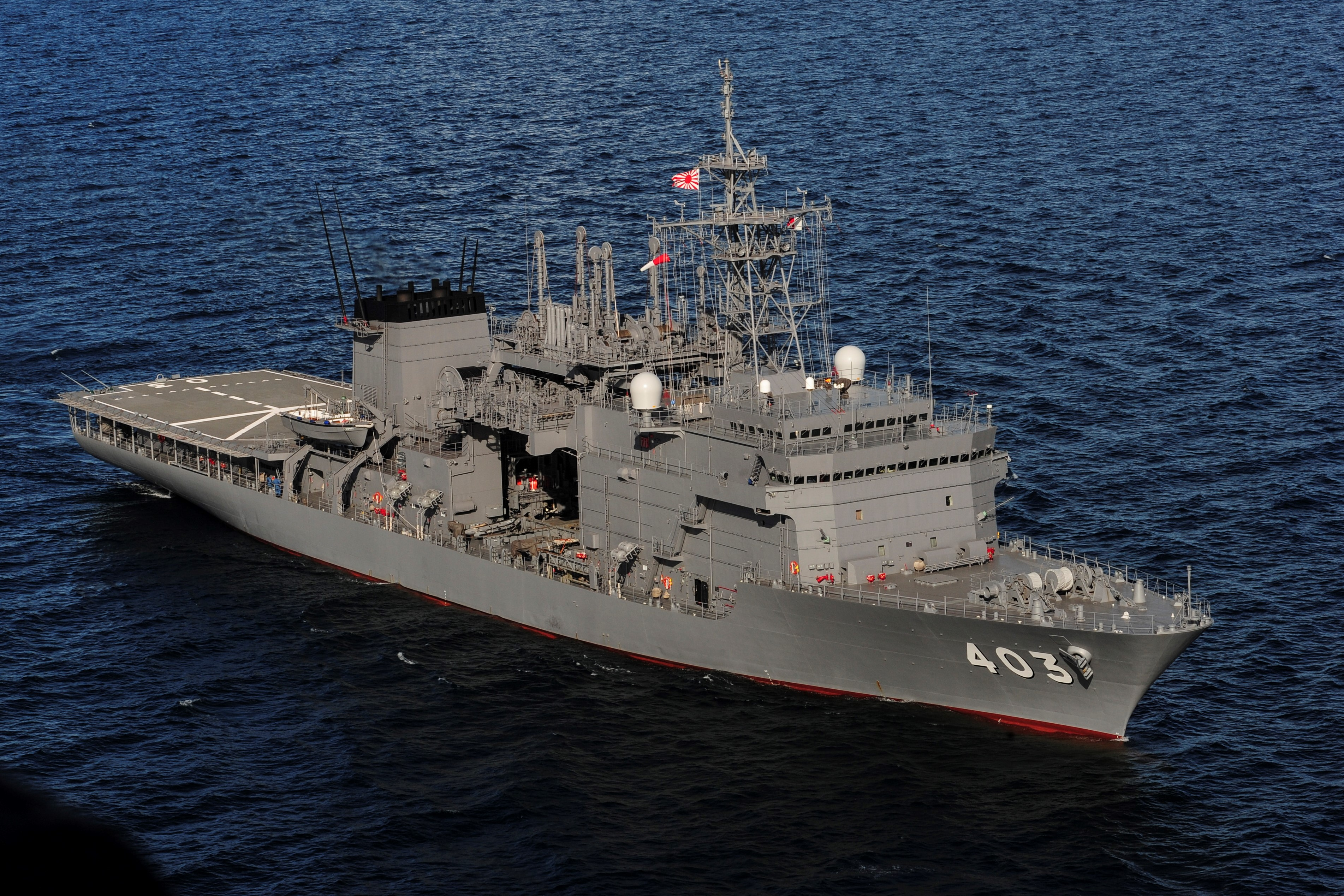
潜水艦救難艦「ちはや」 (ASR-403) 。飽和潜水の母艦機能をもち、日本記録を達成した潜水を支援した。

現在、日本で飽和潜水を恒常的に実施している組織のひとつが海上自衛隊である。自衛隊は、海上自衛隊潜水医学実験隊を中心として、飽和潜水を含む各種潜水技法の研究開発を進めており、1997年には400メートルで40日間の潜水を達成し、2008年5月21日には、潜水艦救難艦「ちはや」 (ASR-403) の潜水員が450メートルという日本新記録・世界第2位（当時）を達成している。この海上自衛隊の潜水部隊を例にとって、実際に飽和潜水を行う場合の手順を概説する。
海上自衛隊の潜水艦救難艦には、飽和潜水を行える装備が施されているので、母船とすることができる。海上自衛隊は、通例、6名ないし3名のチームによって飽和潜水を行っている。潜水チームがタンク（DDC）に入ると、まず、空気を呼吸しつつ、2気圧（10メートル相当）まで加圧される。ここで点検を行った後、呼吸ガスをヘリウム・酸素混合ガス（Heliox）に切り替えて、所定の深度に相当する圧力まで一気に加圧する。ただし、ここで加圧速度があまりに速いと、上述の高圧神経症候群などの弊害が生じるため、海上自衛隊では、1メートル/分前後の速度を保っているとされている。また、目標深度が200メートルより深い場合、ここからさらに加圧速度を遅くする。例えば、上記の2008年5月の潜水の場合、タンクで加圧を開始してから実際にエクスカーションを行うまでに4日間をかけている。このことから、タンク内には、シャワーやトイレなど、必要最低限の居住設備が設けられている。
タンクでの加圧は、目標深度から10メートルほど浅いところで停止される。この加圧の間、ベル（PTC）はタンクに連結されているので、タンクといっしょに加圧されている。タンクでの加圧が終わったら、実際に潜るダイバーはベルに移る。潜水を6人チームで行っていた場合、このうちの3人はタンク内に残って、ベルで潜るダイバーの手助けをする役割がある。仮に実際に潜っていたダイバーに怪我などがあったとき、地上からの救援チームがタンク内に入るには、これまでに見てきた手順を同じように踏む必要があり、時間がかかるので、何かのときに手助けできる人間をタンク内に残しておくことは、非常に重要である。
ダイバーがベルに入ると、ベルはタンクから切り離される。その後、ベルはヘリウム・酸素混合ガス（Heliox）によって、目標深度よりも多少深い深度まで加圧されたのち、海中に投入されることになる。ベルは、まずムーン・プール（Moon pool）と呼ばれる船体の開口部まで移動したのち、海底の目標地点に設置されたガイド・ワイヤーを伝って、目標深度まで降ろされる。降下を完了したら、ベルはゆっくりと減圧される。ベルの圧力が、水圧よりわずかに低くなった時点で、ベルのハッチが開くようになるので、実際のエクスカーションに入ることになる。なお、この際、ベル内の3人のダイバーのうち、1人はテンダー（海中で作業を行う2人のダイバーの手助け（呼吸ガスや温水の調整）を行う）としてベル内に残る。
作業終了後は、上記の手順を逆に行うことになる。ただし、減圧症のリスクから、浮上（減圧）のほうがはるかに時間がかかることが多く、作業深度100メートルの場合は5日間、300メートルの場合は11日間を要する。

## 概史

### 黎明期
飽和潜水の概念そのものは、初の減圧表を作成したジョン・スコット・ハルデーン（John Scott Haldane）が既に考案していたとも言われているが、この時点では大深度潜水の需要もなく、またこれを実現する技術も未熟だったため、顧みられることはなかった。
世界で最初の飽和潜水は、1938年12月に行われた。この実験では、ダイバーは30メートルの深度に相当した圧力に加圧されたタンクに27時間滞在し、5時間かけて減圧しているが、被験者は減圧症に罹患して高気圧酸素治療（HBO）を受けている。
その後、1957年より1964年にかけてアメリカ海軍が行ったジェネシス計画（GENESIS program）が、飽和潜水への組織的な取り組みの端緒となった。ジェネシス計画においては、動物実験に主眼が置かれていたが、肺酸素中毒の危険性の発見など、後続のために多くの貢献をなした。このことから、この計画を主導したアメリカ海軍医官のジョージ・ボンド大佐は、飽和潜水の父と呼ばれている。
これとほぼ同時期の1962年、南フランスにおいて、エドウィン・リンクによるマン・イン・ザ・シー（Man-in-the-Sea）計画、そしてジャック＝イヴ・クストーによるコンシェルフ（Conshelf）計画が進められていた。これらは、実海面において組織的に飽和潜水を試みるもので、リンクは初めて人間を対象として60メートルへの加圧を行い、クストーは、55メートルにおいてエクスカーションを行った。さらに1963年、クストーは紅海において、飽和深度11メートル、エクスカーション深度110メートルのコンシェルフ-II計画を行った。

### アメリカ海軍の挑戦と挫折

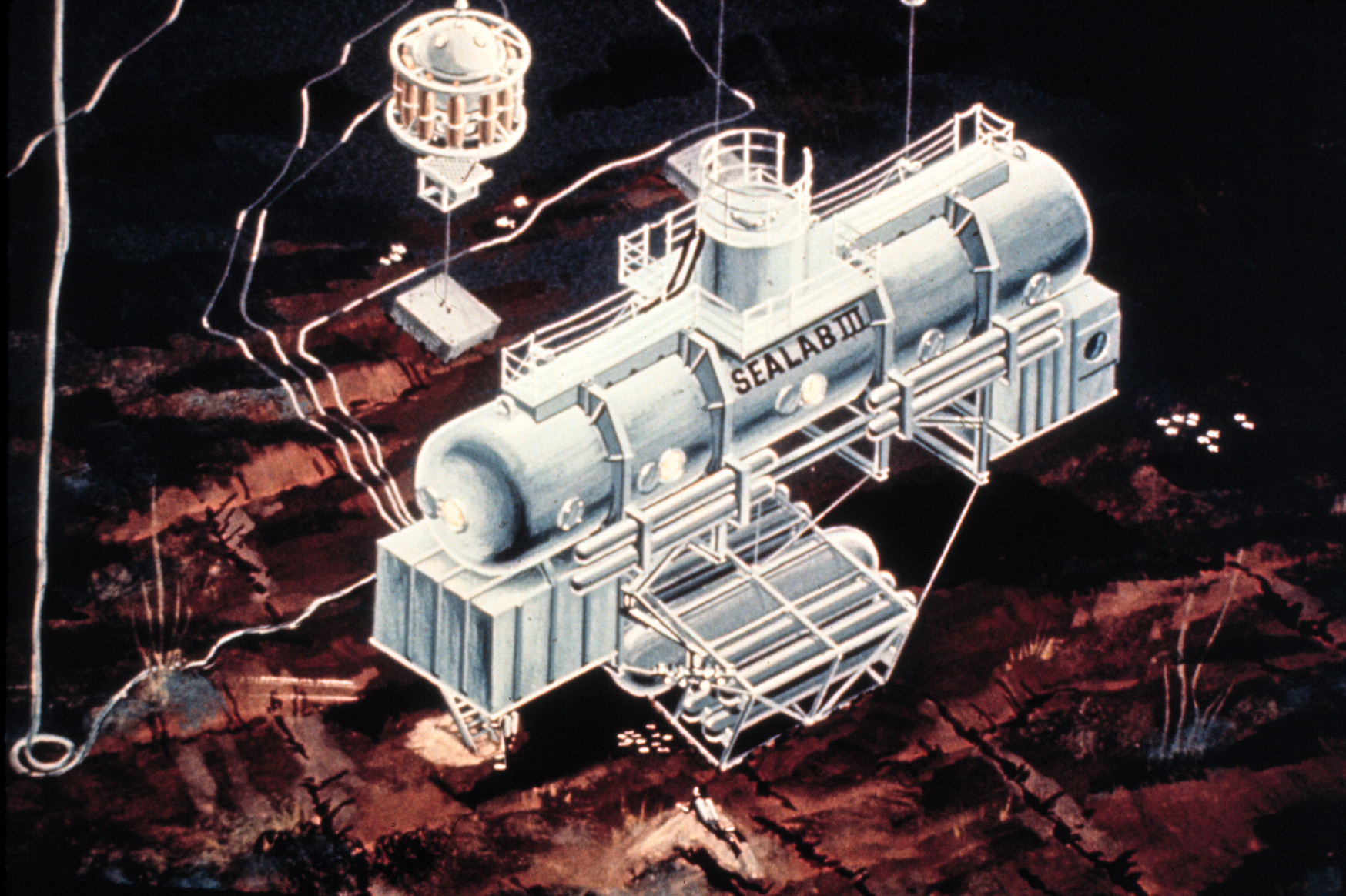
シーラブ-IIIの海中居住区、予想図。実際には実海面投入とともに災厄に見舞われた。

クストーとリンクの飽和潜水計画に当たっては、ジョージ・ボンド大佐の助言も大であったことが知られているが、アメリカ海軍が、組織的に人間を対象とした飽和潜水を行うのは、1964年より開始されたシーラブ（SEALAB）計画からとなる。これらは海中居住施設を海中基地として用いたもので、シーラブ-I〜IIIの3次に渡って行われている。シーラブ-Iは1964年7月にバミューダ沖で行われ、飽和深度は59メートルであった。続くシーラブ-IIは1965年8月にカリフォルニア州ラホヤで行われ、飽和深度は62メートルであり、また、折からの宇宙開発と連動したパフォーマンスとして、第1期宇宙飛行士 (マーキュリー・セブン) の一人であったスコット・カーペンターを潜水員に加えたほか、軌道を周回中のジェミニ5号に搭乗していた、同じくマーキュリー・セブンの一人であるゴードン・クーパーとの無線対話、さらにはリンドン・ジョンソン大統領との電話なども行われている。
これらの2次に渡るシーラブ計画の成功に自信を得たアメリカ海軍は、さらに規模を拡充したシーラブ-III計画を策定した。1966年よりまず地上実験施設での予備実験を開始し、十分なデータを蓄積、さらに再圧タンクを備えた支援艦「エルク・リバー」 (USS Elk River, IX-501) をも投入して万全の態勢を整えた上で、1969年2月、海中居住施設を実海面に投入した。しかし、居住施設を飽和深度である186メートルに降下させると重大なヘリウム漏れなどの事故が多発、さらにこれを修理するために投入されたダイバーの一人が死亡するに至って、シーラブ-III計画の即時中止が決定された。この後、アメリカ海軍は飽和潜水そのものに興味を失い、ほとんど撤退した。このためアメリカ海軍は大深度潜水能力をほとんど失うことになり、1996年に発生したトランス・ワールド航空800便墜落事故に際しての捜索救難活動では、深度36メートルの現場に対して、旧態依然とした送気式潜水とスクーバ潜水を繰り返さざるを得ず、多数の減圧症罹患者を出す事態となっている。

### 実用化と発展
潜水界の巨人たる合衆国海軍の撤退によって、飽和潜水の発展はひとえに民間に託されることとなった。
初の商用飽和潜水は、シーラブ-IIIの災厄的な実海面潜水の4年前（1965年）、バージニア州のスミス・マウンテン・ダムの排水路整備のために行われた。このときは、従来の送気式潜水では2年かかると評価された作業を4ヶ月で完結させている。さらに翌年には、メキシコ湾において実海面潜水が行われた。
そして、飽和潜水は、油田開発という用途を見つけることによって、一気に発展を遂げることとなる。1960年代にはいわゆる北海油田が発見されるが、これは北海の大陸棚、深度100メートル前後に位置しており、従来の送気式潜水では、実用的な作業潜水は困難だった。さらに1970年代のオイルショックにより、情勢不穏な中東地域に依存せずに石油供給を確保できる北海油田を始めとする海底油田に注目が集まり、これを保守するため、飽和潜水が大々的に導入されるようになった。国際石油資本の潤沢な資金に裏打ちされて技術は洗練され、また恒常的な潜水作業の要請からマニュアル・ルーチン化が進められた。

### 深度への挑戦
その一方で、より深い深度への挑戦も進められた。これらは各国で競うように行われたが、特に有名なのが、アメリカのアトランティス計画と、フランスのハイドラ計画である。
アトランティス計画は、デューク大学のピーター・B・ベネット（Peter B. Bennett）の主導により、1979年から1980年にかけて、アトランティス-I〜IIIの3次に渡って行われた。
ヘリウム・酸素・窒素の3種混合ガスの有効性と呼吸抵抗の検証を主眼として行われており、窒素濃度と加圧速度を変化させての実験が行われた。この内、アトランティス-IIIにおいては、深度686メートル、総曝露時間は48日間に及び、世界記録を樹立した。
その後、これに続いて、さらに到達深度を深めることを狙ってアトランティス-IVが行われたものの、被験者3名のうちの1名に対して、譫妄、興奮状態など、かなり重度の高圧神経症候群を疑わせる所見が出現したため、650メートルで加圧を中止して引き返した。なお、件の被験者は、帰還後しばらくは軽躁状態が続いたものの、後遺症なく現在に至っている。
ハイドラ（HYDRA）計画は、フランス・マルセイユ開発会社（Compagnie maritime d'expertises：COMEX社）がフランス海軍と共同で実施した。
水素・酸素混合ガスの効果を検証する動物実験を主体としたHYDRA-I・IIに続き、人間を被験者としたHYDRA-IIIで、マルセイユ沖で91メートルの潜水を行った。
HYDRA計画はその後も順調に進められ、1988年のHYDRA-VIIIでは6人のダイバーが実海面で534メートルの潜水を行い、これが、実海面で行われた有人潜水の最深記録となっている。
そして1992年のHYDRA-Xでは、地上の実験施設において、3人のダイバーが701メートル相当までの加圧を行い、模擬環境を含めた有人潜水の最深記録となった。なお、HYDRA-Xにおいては、飽和深度である650メートル〜670メートルに達するまで加圧に15日間、そこからの減圧には24日間をかけている。

### 浅海への回帰
このように、1970年代後半から1980年代にかけて、飽和潜水の限界深度に挑戦する試みが重ねられたが、その後は、むしろ、より浅い深度での活動に焦点が移ってきている。これは、特に400メートルより深い潜水では、高圧神経症候群の影響が決して無視できず、また、その後遺症も予測できないことが明らかになり、さらに遠隔操作無人探査機の発達により、超大深度での有人潜水活動の意義が揺らいだことによるものである。
しかしその一方、より浅い深度において、無人機や有人潜水艇では困難な作業を行うための研究が盛んになっている。そのもっとも端的な例が、2000年8月に、ロシア海軍のオスカー級原子力潜水艦「クルスク」（K-141 Kursk）が事故によって沈没した際に示された。このとき、同艦の脱出ハッチは事故によって損傷しており、事故後かけつけたロシア海軍の有人深海救難艇の装備では開放できなかった。その後、飽和潜水によって深度108メートルの現場まで進出したノルウェーの民間潜水員が障害物を撤去し、こじあけることに成功した。ただし、政治的な事情によってノルウェー隊の救援が遅らされたため、艦内は既に完全に浸水しており、生存者の救出には至らなかった。
また、上記のTWA機事故現場での救難・捜索に際しても、飽和潜水の技術を用いれば、減圧症への罹患は避けられたのではないかとの意見もある。

## 日本での状況

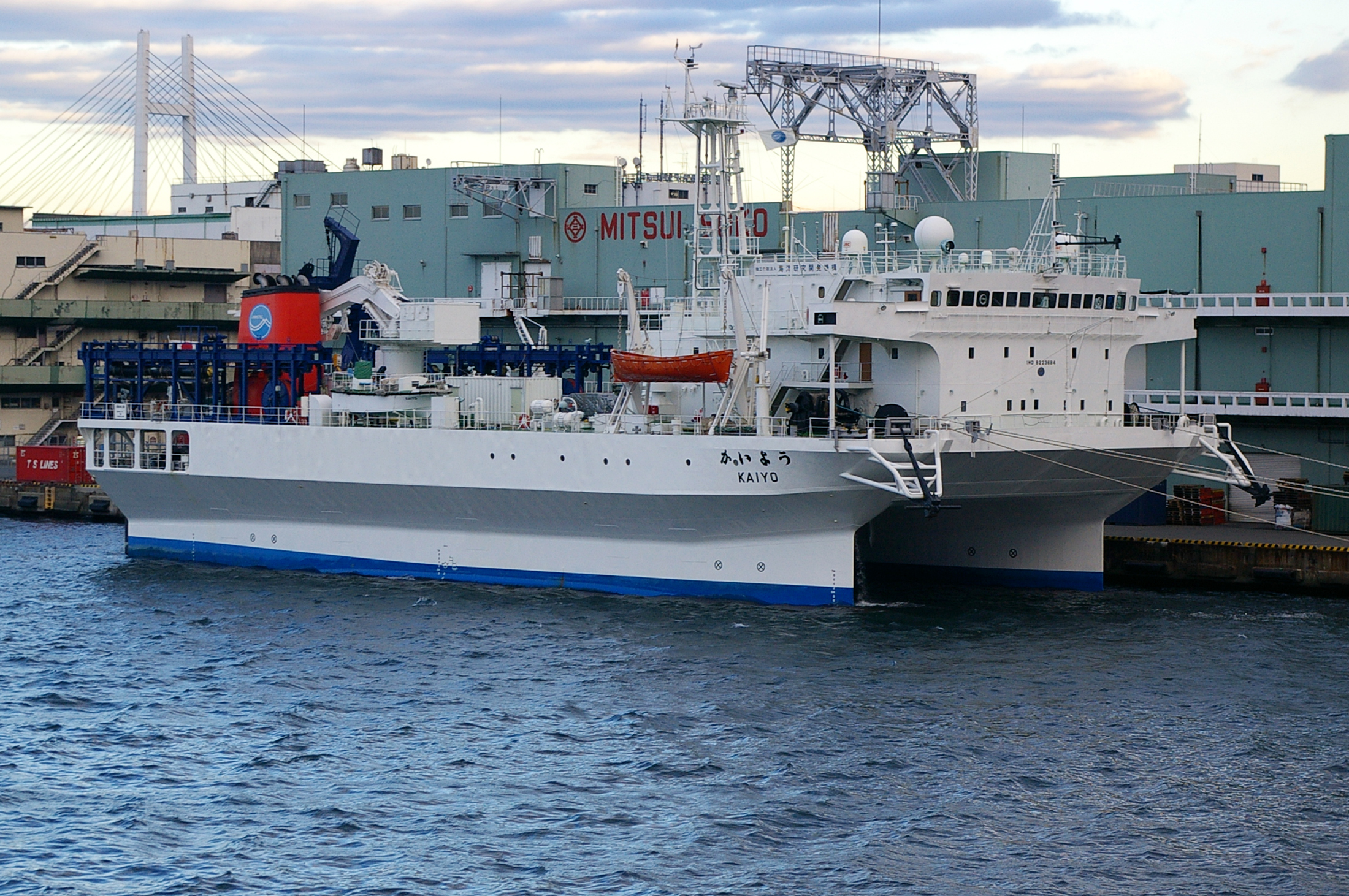
JAMSTECの海洋調査船「かいよう」。飽和潜水の母船としての機能があった（2000年に撤去）。

日本においても、極めて高いレベルの飽和潜水技術が維持され、また積極的に研究されてきた。
その先鞭をつけたのが科学技術庁と東京医科歯科大学で、世界初の商用飽和潜水が行われた1965年には、科技庁による「潜水技術の開発についての総合研究」が開始され、翌年には東京医歯大に実験潜水設備が完成、1968年9月には、日本初の有人飽和潜水模擬実験を行った。これは呼吸ガスとして空気を用いたもので、飽和深度12メートル、エクスカーション深度は25メートルであった。その後もシートピア計画のもとで模擬実験を重ね、1970年には100メートルの模擬実験を成功させている。さらにこの間、1968年には、これらの計画に参加していた東京医歯大と民間企業の有志が日本初の潜水ベルを自作し、実海面への投入を行っている。ただしこの際、ベルの深度保持に失敗し、危険な局面に至ったものの、かろうじて全員が生還した。
そしてまた、1967年には海上自衛隊が横須賀地区病院に潜水医学実験部を発足させ、ここに、科学技術庁、東京医歯大、自衛隊の3機関が合同で飽和潜水技術の開発を進めるという体制が確立された。1971年には海洋科学技術センターが設立され、民間側の研究中枢となったほか、自衛隊からも要員が参加し、日本における飽和潜水研究の主導的な役割を果たしていくことになる。1973年、海洋科技センターにおいて、300メートル級まで加圧できるシミュレータが完成、飽和潜水の研究は一気に加速した。これらの計画は、シードラゴン計画・ニューシートピア計画などと名づけられた。
一方、自衛隊においては、1977年に潜水医学実験隊が設置され、組織は整ったものの、保有機材は加圧能力が限定的だったため、当初は地道な研究のみを行っていた。しかし、1985年に新型の潜水艦救難母艦「ちよだ」（AS-405） が就役し、300メートルまでの潜水艦救難が可能となったのに伴い、同年、450メートル相当までの加圧が可能なシミュレータが設置されて、海上自衛隊は一躍日本の飽和潜水研究の首座に躍り出ることとなった。なお、海自の飽和潜水は、当初の機材は多くをアメリカ海軍に因っていたが、人員についてはむしろイギリス海軍に派遣して技術を獲得しており、これによって、のちにアメリカ海軍が飽和潜水から事実上撤退した際にも技術継承を続けて行えたほか、上述の北海油田などで蓄積された経験をいち早く導入できたことから、多大な効果があったとされている。また、先端研究という性格から、東京医歯大やその他民間との人的交流も盛んであった。海上自衛隊は、400メートル級の飽和潜水を持続的に実施できる数少ない組織のひとつであるとされている。
また、これらの研究開発とは別に、商用潜水もはじめられている。日本初の商用飽和潜水は、1974年に常磐沖で行われたもので、作業深度は155メートルであった。その後も商用飽和潜水は続けられ、1982年には鳥取沖で240メートルの潜水を行っている。なお、1980年代初頭には、対馬沖の深度97メートルに沈んだロシア帝国海軍の巡洋艦「アドミラル・ナヒーモフ」内に存在が疑われた金塊の引き揚げ作業が飽和潜水によって行われ、新聞紙面を騒がせた。ただし、これらの作業を主導した日本海洋事業株式会社は、後に飽和潜水から撤退したため、現在、日本の民間企業で飽和潜水を行っているのは、アジア海洋株式会社及び日本サルヴェージ株式会社に限られる。

### 国内での飽和潜水の事例
- 2022年5月19日、北海道知床半島沖にて発生した知床遊覧船沈没事故において、水深115m程の場所に沈んだ船体の調査のため、日本サルヴェージ株式会社の作業船「海進」にて行なわれた[9][10]。
- 2023年4月6日に発生した宮古島沖陸自ヘリ航空事故において、事故機と搭乗員の捜索のため海上自衛隊の潜水艦救難艦・ちはや所属の潜水士により行われ、伊良部島北側の水深約106m付近で事故機及び搭乗員5名を発見した[11]。